# Campeonato Carioca de Futebol - Série C
A Quinta Divisão do Campeonato Carioca de Futebol, chamada de Série C, é uma competição organizada pela Ferj. A primeira edição foi realizada em 2021. Até 2020, Série C era o nome da quarta divisão.

## História
Com o excesso de times na primeira divisão, a Ferj resolveu criar uma nova divisão entre as Séries A e B1 chamada de Série A2. Com isso, o campeonato passou a ter cinco divisões, e a Série C, que antes era a quarta, passou a ser a quinta.

## Sobre as edições

### Títulos por Equipe
| Clube                            | Campeão | Anos dos Títulos | Vice | Anos dos Vice-Campeonatos |
| -------------------------------- | ------- | ---------------- | ---- | ------------------------- |
| Paduano (Santo Antônio de Pádua) | 1       | 2021             | 0    |                           |
| SE Belford Roxo (Belford Roxo)   | 1       | 2022             | 0    |                           |
| Zinzane (Rio de Janeiro)         | 1       | 2023             | 0    |                           |
| Niteroiense (Niterói)            | 1       | 2024             | 0    |                           |
| Búzios (Armação dos Búzios)      | 0       |                  | 1    | 2021                      |
| Rio de Janeiro (Rio de Janeiro)  | 0       |                  | 1    | 2022                      |
| São Cristóvão (Rio de Janeiro)   | 0       |                  | 1    | 2023                      |
| Uni Souza (Rio de Janeiro)       | 0       |                  | 1    | 2024                      |

## Participações de campeões da série A1
Em negrito, os clubes participantes da edição atual (2024).
| Clube         | Participações |
| ------------- | ------------- |
| São Cristovão | 1             |